# Die Närrische Weinprobe

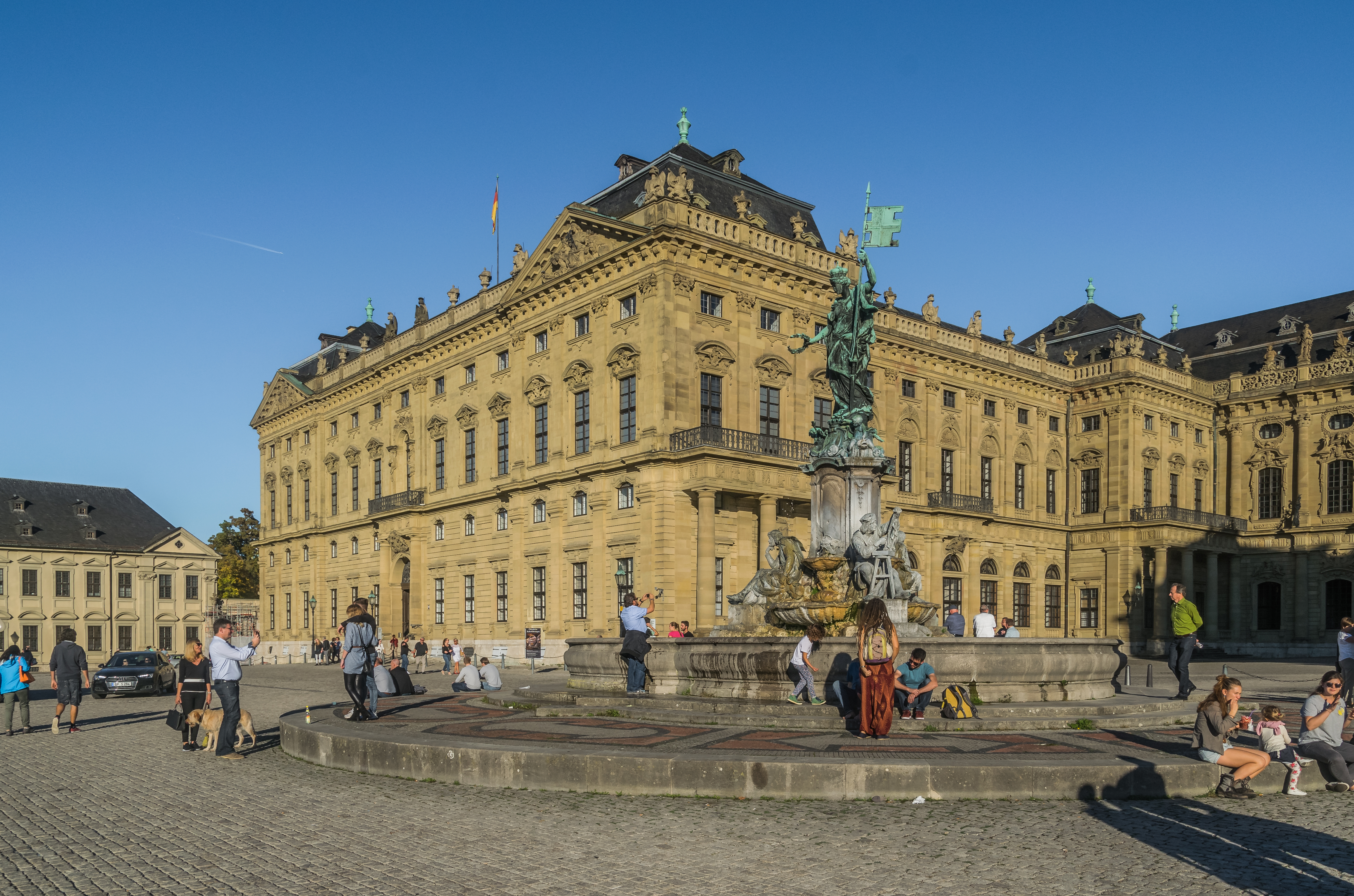
Flügel der Würzburger Residenz mit Frankonia-Brunnen

Die Närrische Weinprobe ist eine Sendung des BR Fernsehens.
Die Sendung wird jährlich am Jahresanfang einige Tage vor der Fastnacht in Franken aus dem Staatlichen Hofkeller Würzburg unter dem Nordflügel der Würzburger Residenz übertragen, bis 2022 aus dem Stückfasskeller, seither aus dem Beamtenfasskeller.
In der seit 2009 von Martin Rassau moderierten Sendung treten Künstler aus dem Umfeld der fränkischen Fastnacht auf. Dazwischen gab bis 2024 die ehemalige Fränkische und Deutsche Weinkönigin Nicole Then Weintipps, zeitweise unterstützt von den Bewerberinnen für das Amt der Fränkischen Weinkönigin. 2025 übernahm Eva Brockmann, ebenfalls frühere Fränkische und Deutsche Weinkönigin, an der Seite von Martin Rassau die Co-Moderation in Nachfolge von Nicole Then.

## Gäste (Auswahl)
- Sebastian Reich
- Erlabrunner Narreköpf
- Ines Procter
- Günter Stock
- Tanz-Sport-Garde Veitshöchheim
- Michl Müller
- Doris Paul
- Bernhard Ottinger
- Gebrüder Narr
- Fredi Breunig